# アルベルト・デ・ラ・ベジャ
- アルベルト・デ・ラ・ベラ
- アルベルト・デ・ラ・ベージャ

アルベルト・デ・ラ・ベジャ・マドゥーニョ（Alberto de la Bella Madueño  ,  1985年12月2日 - ）は、スペイン・カタルーニャ州バルセロナ県サンタ・コロマ・デ・グラマネート出身の元プロサッカー選手。現役時代のポジションはDF。

## 来歴
2003年に地元サンタ・コロマ・デ・グラマネートの小さなチームUDAグラマネートのカンテラに入団。翌2004年にテルセーラ・ディビシオンに所属するトップチームに昇格し、プロデビュー。以降、RCDエスパニョール、ビジャレアルCF、セビージャFCのBチームを渡り歩いたものの、トップチームデビューまでには至らなかった。
2009年夏、当時セグンダ・ディビシオンに所属していたレアル・ソシエダと契約。2009-10シーズン、2部リーグで優勝し、2006-07シーズン以来となるプリメーラ・ディビシオン復帰が実現。2010年8月24日のビジャレアルCF戦で、念願のトップリーグデビューを果たし、1-0で勝利。以降左サイドバックに定置し、2014年5月に2018年までの契約を締結。同年8月31日の本拠地エスタディオ・アノエタで行われたレアル・マドリード戦では、ダビド・スルトゥサの同点・逆転のゴールを演出するアシストを決め、0-2から4-2の大逆転勝利に貢献した。
2016-17シーズンはオリンピアコスFCで1シーズンローン移籍でプレーし、2017年7月27日にソシエダに復帰。
2018年8月27日、セグンダ・ディビシオンのUDラス・パルマスと2年契約を締結したことが発表された。
2020年9月20日、2020-21シーズンはFCカルタヘナにレンタル移籍することが決まった。このシーズン、カルタヘナにてリーグ戦20試合近く出場し、クラブの降格回避に貢献すると、レンタル終了後の完全移籍が発表された。
2022年5月17日、現役引退を表明した。